# Kerlescan

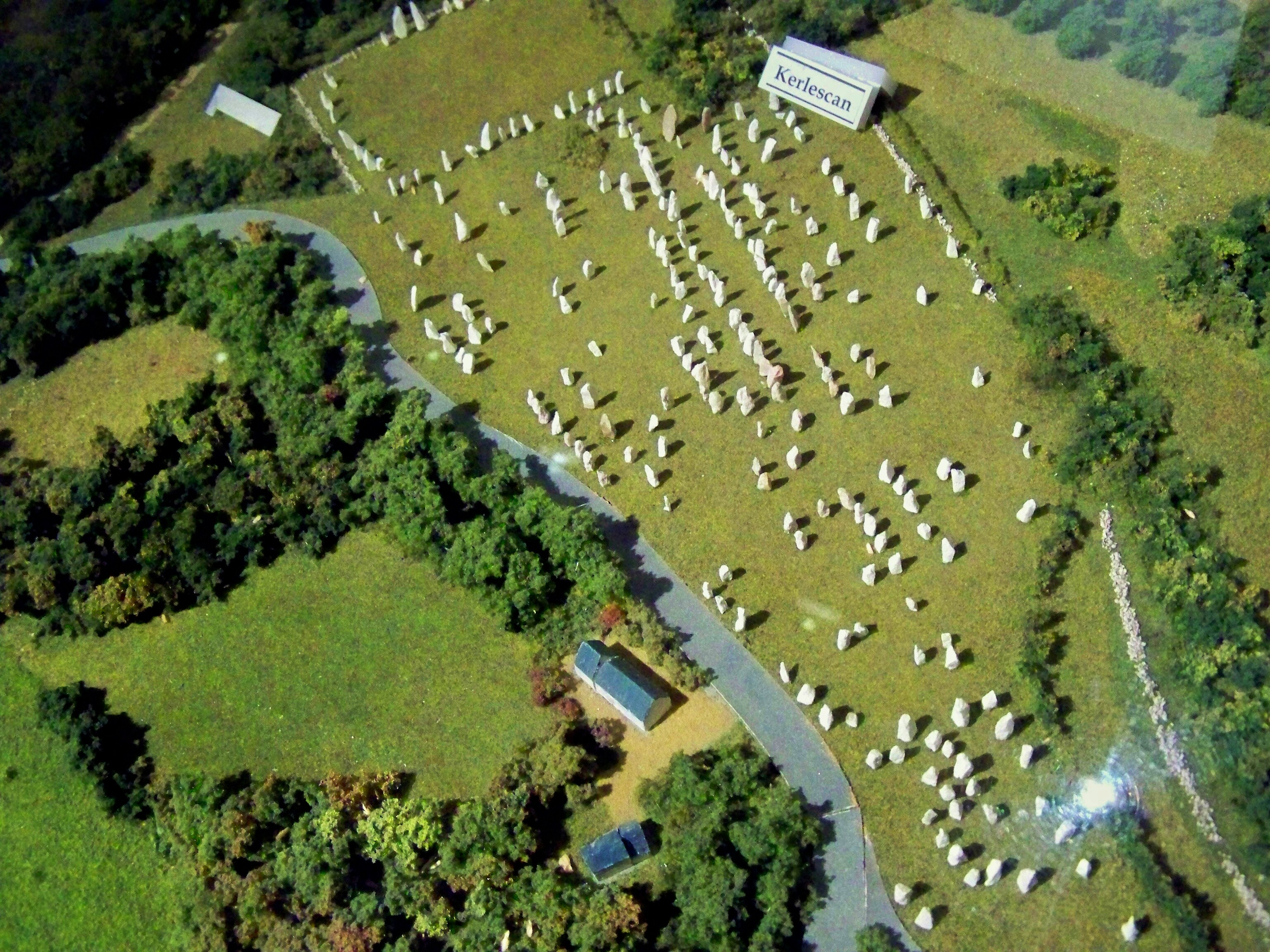
Modell der Steinreihen von Kerleskan

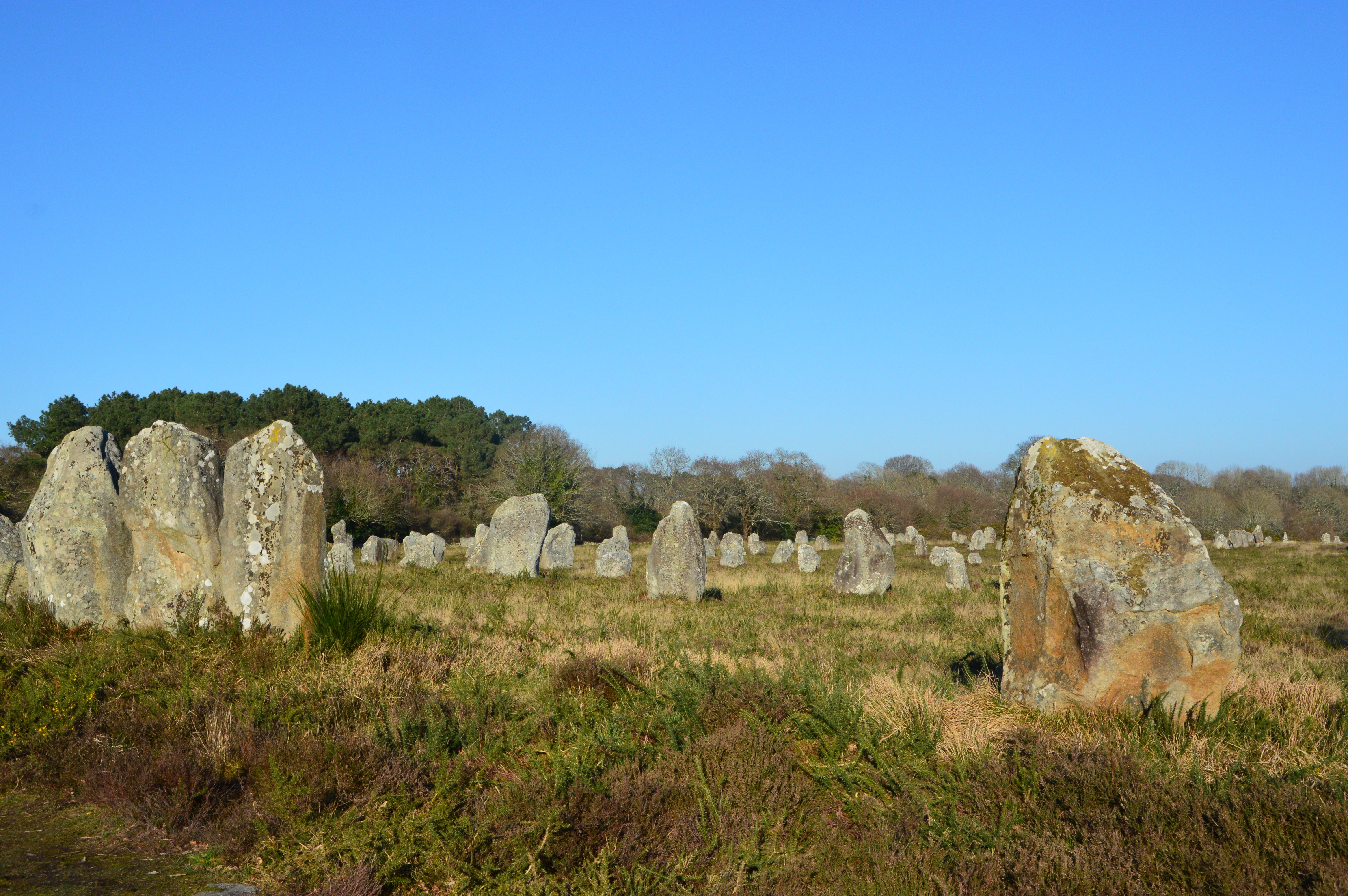
Kerlescan

Die Steinreihe von Kerlescan gehört neben Le Menec, Kermario und Le Petit Menec zu den „Alignements von Carnac“. Kerlescan liegt zwischen Carnac und La Trinité-sur-Mer, im Département Morbihan in der Bretagne in Frankreich.
Möglicherweise bildeten die Steinreihen von Kerlescan und Le Petit Menec einmal eine Einheit, die durch die Anlage von Dörfern und Straßen zerschnitten wurde.

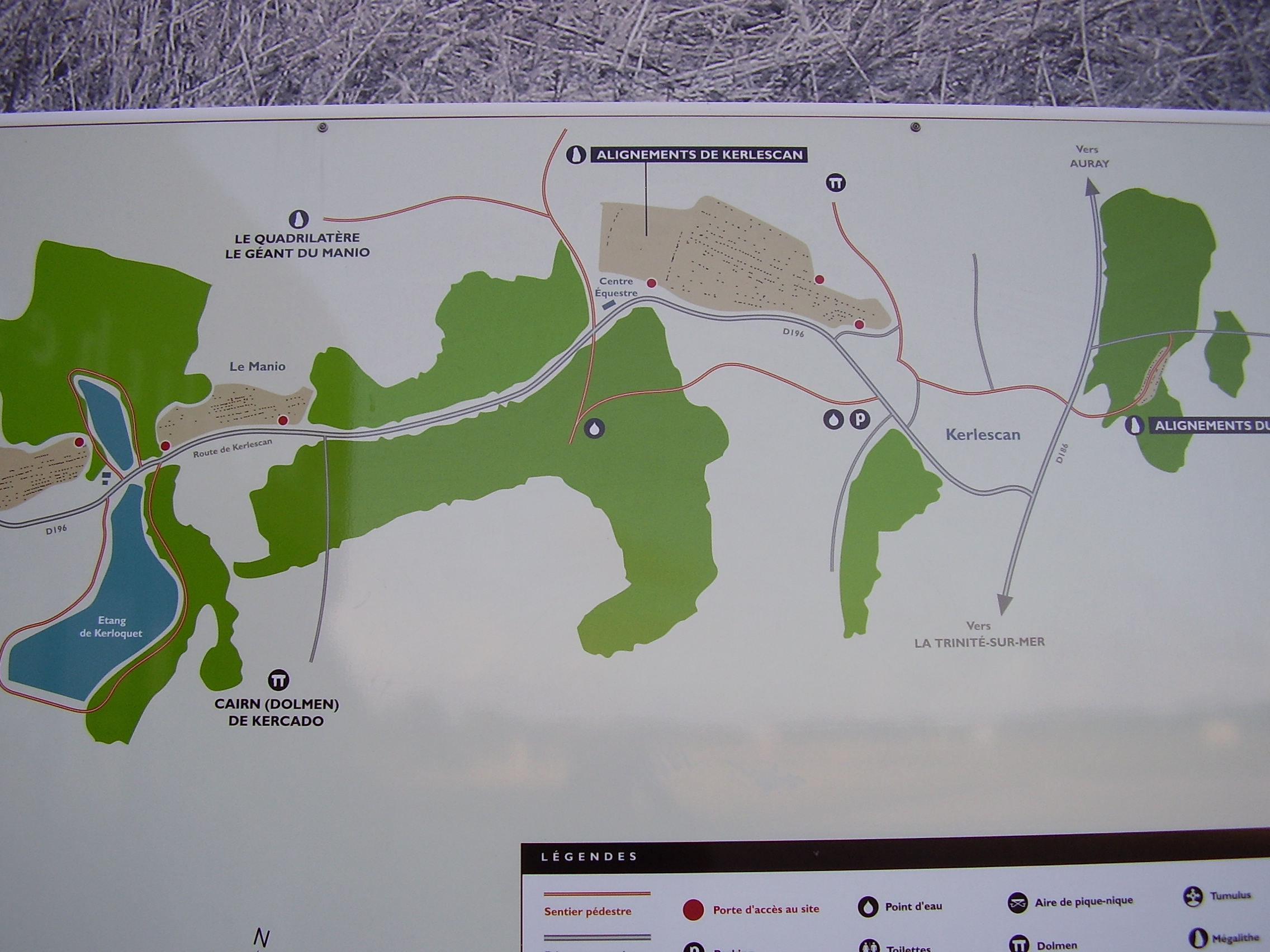
Plan von Kerlescan

Dieses Ensemble besitzt im Westen ein quadratisches Steingehege von 78 × 74 m. An seiner Ostseite sind 18 Verbindungssteine erhalten, von wo aus die 13 Reihen des Alignements von Kerlescan ihren Ausgang nehmen, die sich über 880 m erstrecken und etwa 1149 Steine umfassen. Im Norden zeigt ein besonderer Menhir einen Tumulus an. Einen Kilometer südlich befindet sich das stark restaurierte Quadrilatère du Manio, ein Gehege mit dem großen Menhir Géant du Manio. 
Während der deutschen Besatzung der Bretagne führte ein Einsatzstab deutscher Archäologen Vermessungs- und Ausgrabungsarbeiten an dem einzigartigen Ensemble von rechteckiger Menhireinhegung, Steinreihen und dem nicht-megalithischen Langhügel durch. Diese Arbeiten wurden unter dem Schutz der Wehrmacht vorgenommen. Als Arbeitskräfte wurden französische Kriegsgefangene, Arbeiter der Organisation Todt, bretonische Schüler und freiwillige Wehrmachtssoldaten eingesetzt. Die Umstände dieser Ausgrabung werden im Rahmen eines mehrjährigen Projektes aufgearbeitet.
In der Nähe liegt die Allée couverte von Kerlescan Nord.